# Grand Tétras
Tetrao urogallus · Coq de bruyère
Espèce
Statut de conservation UICN

 LC  : Préoccupation mineure
Le Grand Tétras (Tetrao urogallus), ou Grand coq de bruyère, est un gros gallinacé vivant dans les forêts de conifères ou mixte sous climat froid : les forêts boréales et sub-boréales de plaine en Europe du Nord et de l'Est et dans une partie importante de la Sibérie, et les forêts de montagne en Europe moyenne et méridionale.
Cette espèce appartient à l'ancienne famille des Tetraonidae actuellement incluse dans celle, plus vaste, des Phasianidae.
Deux sous-espèces co-existent actuellement en France : Tetrao urogallus major dans les Vosges et le Jura et Tetrao urogallus aquitanicus dans les Pyrénées.

## Description
Il s'agit du plus gros des Galliformes d'Europe.
- Mâle (ou coq) : sombre, cou gris, menton noir, caroncules rouges, bec blanc, plastron verdâtre (voire aussi bleuté) ; dos brun-gris, ailes marron (tache blanche à l’épaule) ; ventre sombre, flancs noirs, puis blancs vers l’arrière, croupion noir et blanc ; sus-caudales grises à pointes blanches, rectrices noires à taches blanches (dont la densité varie selon les régions), sous-caudales à pointes blanches. Taille : 74 à 90 cm ; envergure : jusqu’à 125 cm ; poids : 3,5 à 4,1 kg, plus rarement jusqu’à 5 kg.
- Femelle (ou poule) : rousse barrée de noir et de blanc, poitrine rousse, caroncules rouges (peu visibles), bec gris ; dos et ailes marron barrés de noir et de blanc ; ventre et flancs blancs tachetés de roux et de noir. Queue rousse, barrée de noir. Taille : 54 à 63 cm ; poids 1,5 à 2,2 kg.
- Les individus de la sous-espèce pyrénéenne sont un peu plus petits et moins lourds que ceux de la sous espèce major.

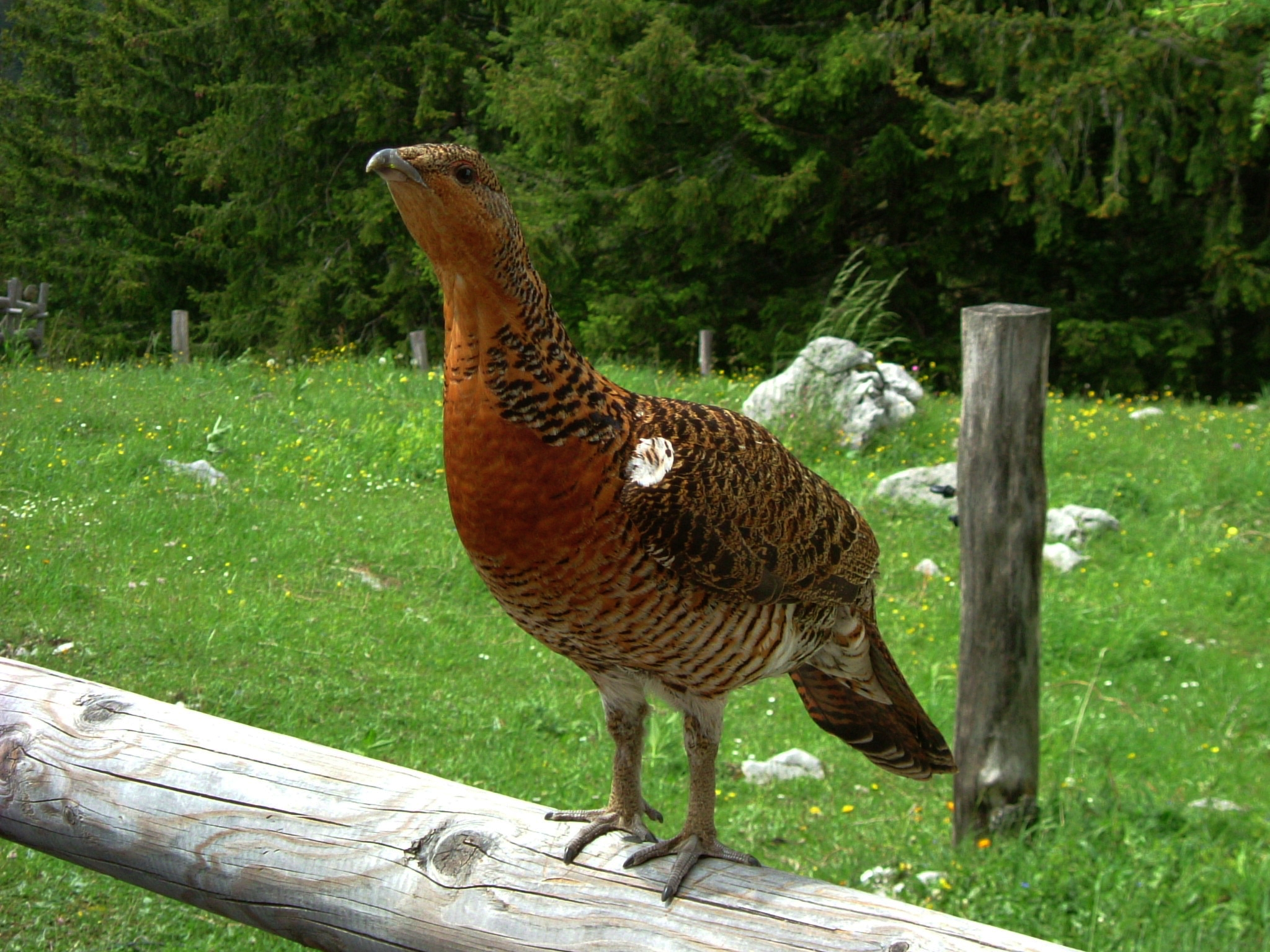
Grand Tétras ♀
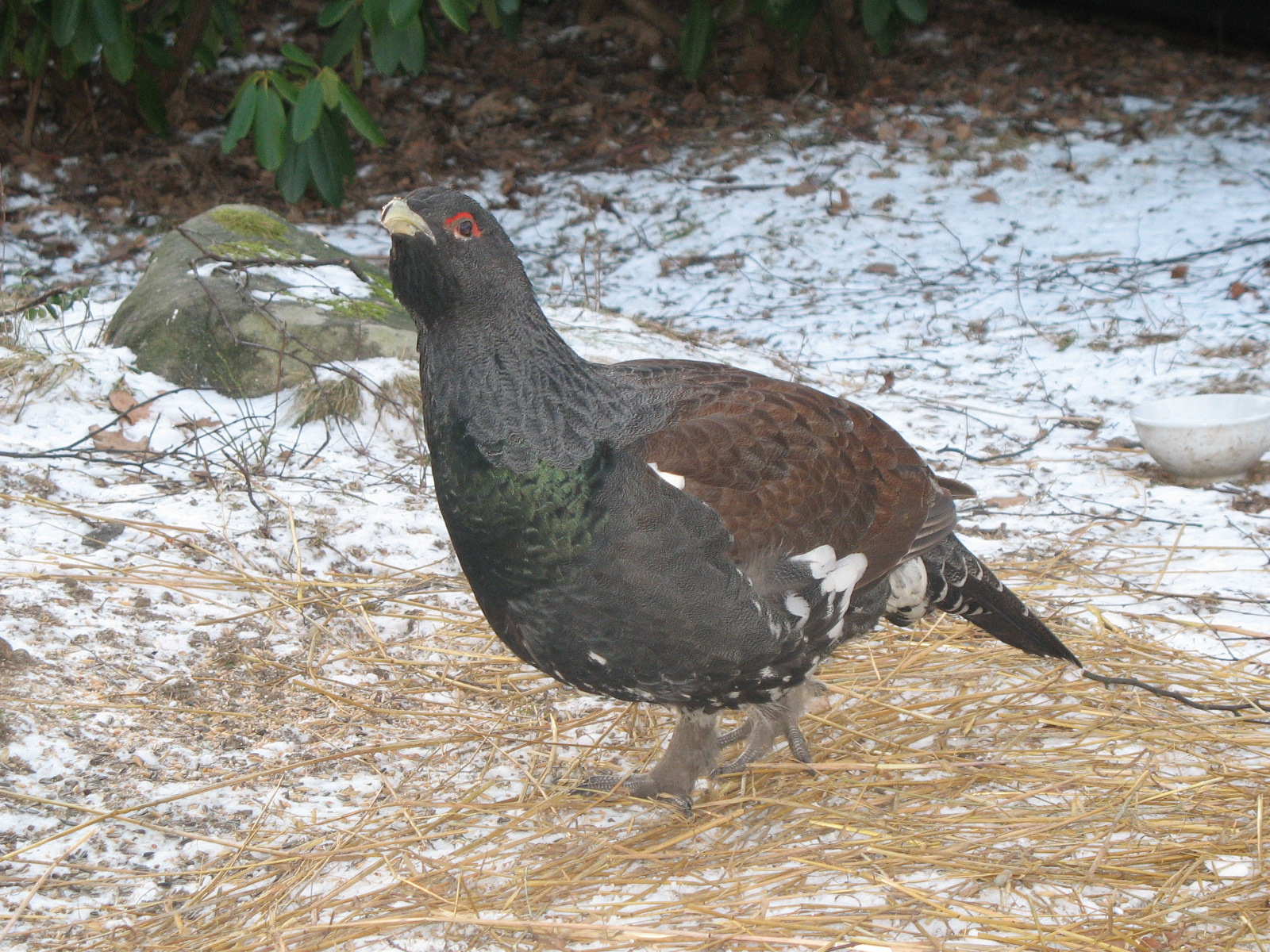
Grand Tétras ♂
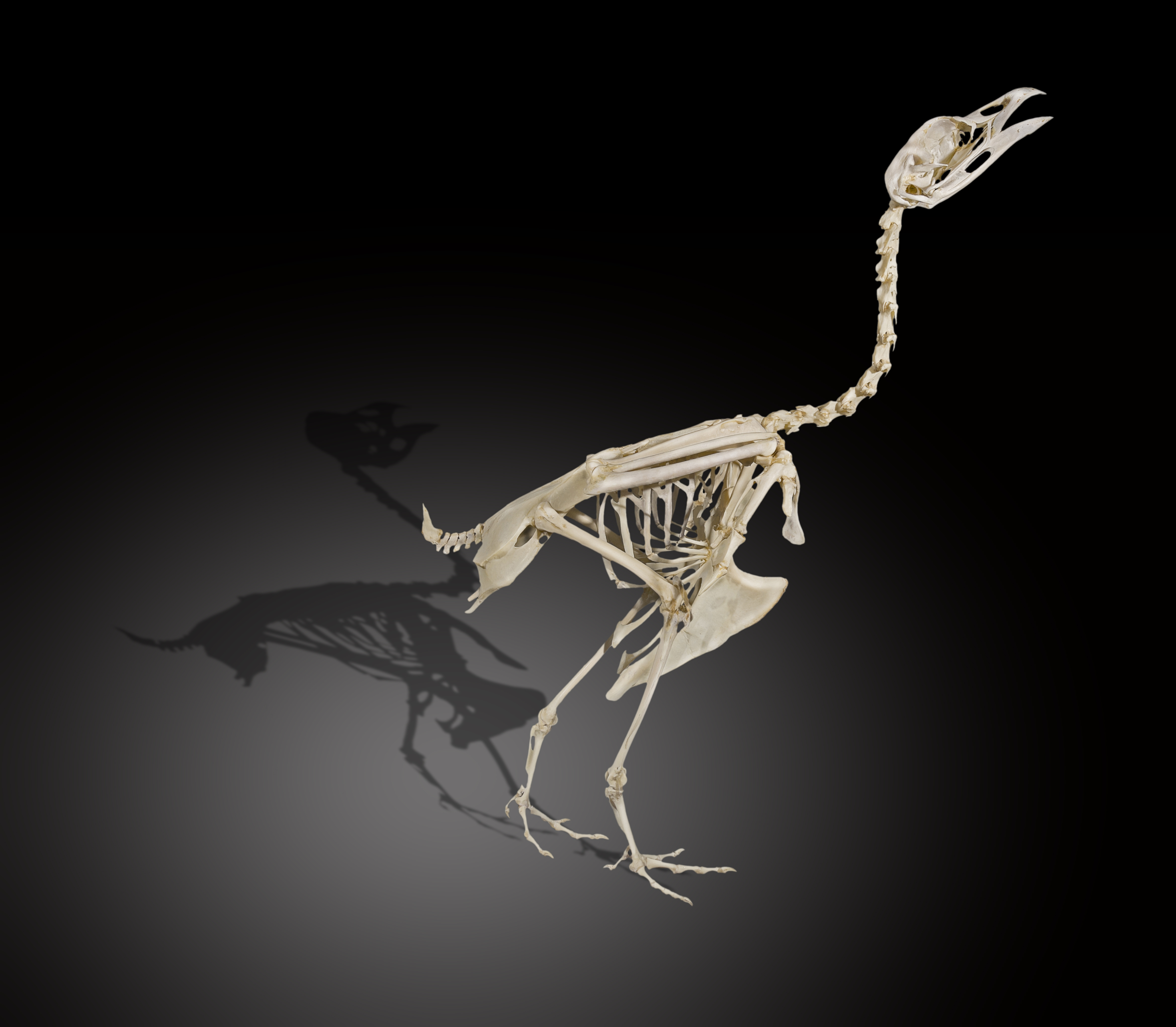
Squelette de Grand Tétras Muséum de Toulouse.
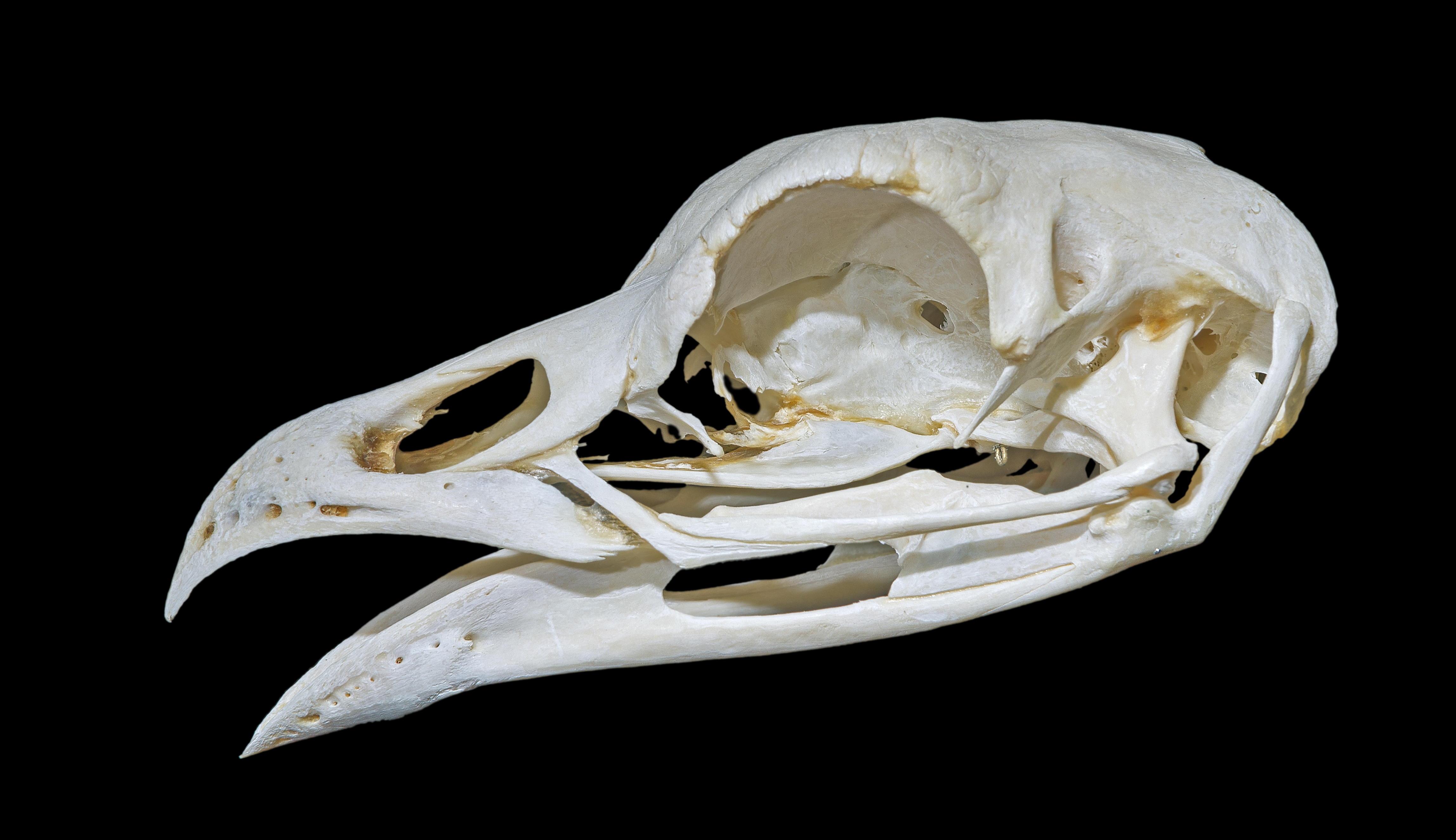
Crâne Muséum de Toulouse.

## Comportement

### Alimentation
Les adultes se nourrissent de bourgeons, de pousses de conifères, de baies (surtout myrtilles), de plantes herbacées,  et, en hiver, d'aiguilles de conifères (surtout sapins et pins). Les poussins sont essentiellement insectivores jusqu'à l'âge de 4 semaines puis la nourriture animale décroît ensuite jusqu'à l'âge de 11 semaines pour se rapprocher alors de celle des adultes.

### Reproduction

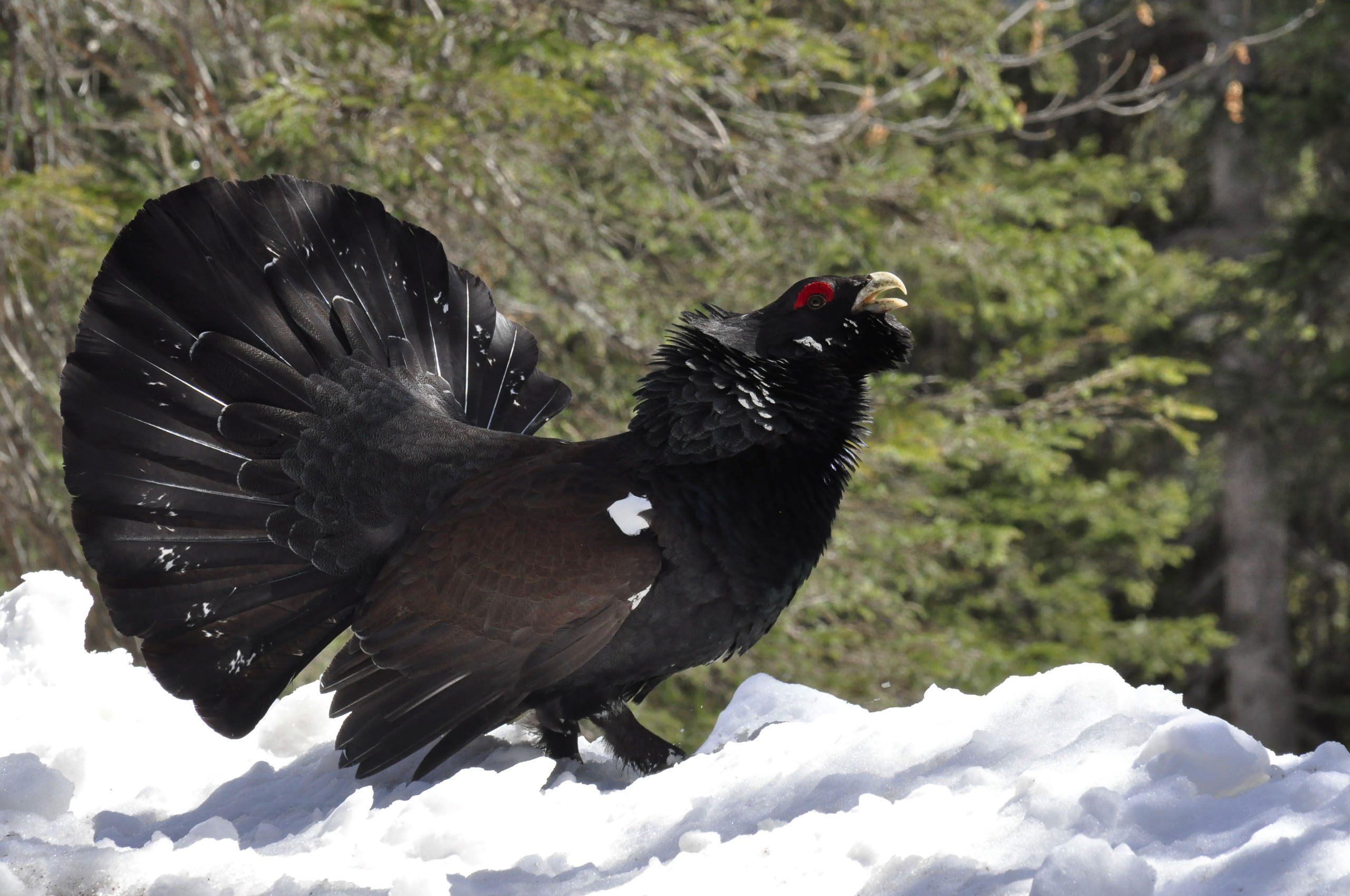
Mâle en parade (Autriche).
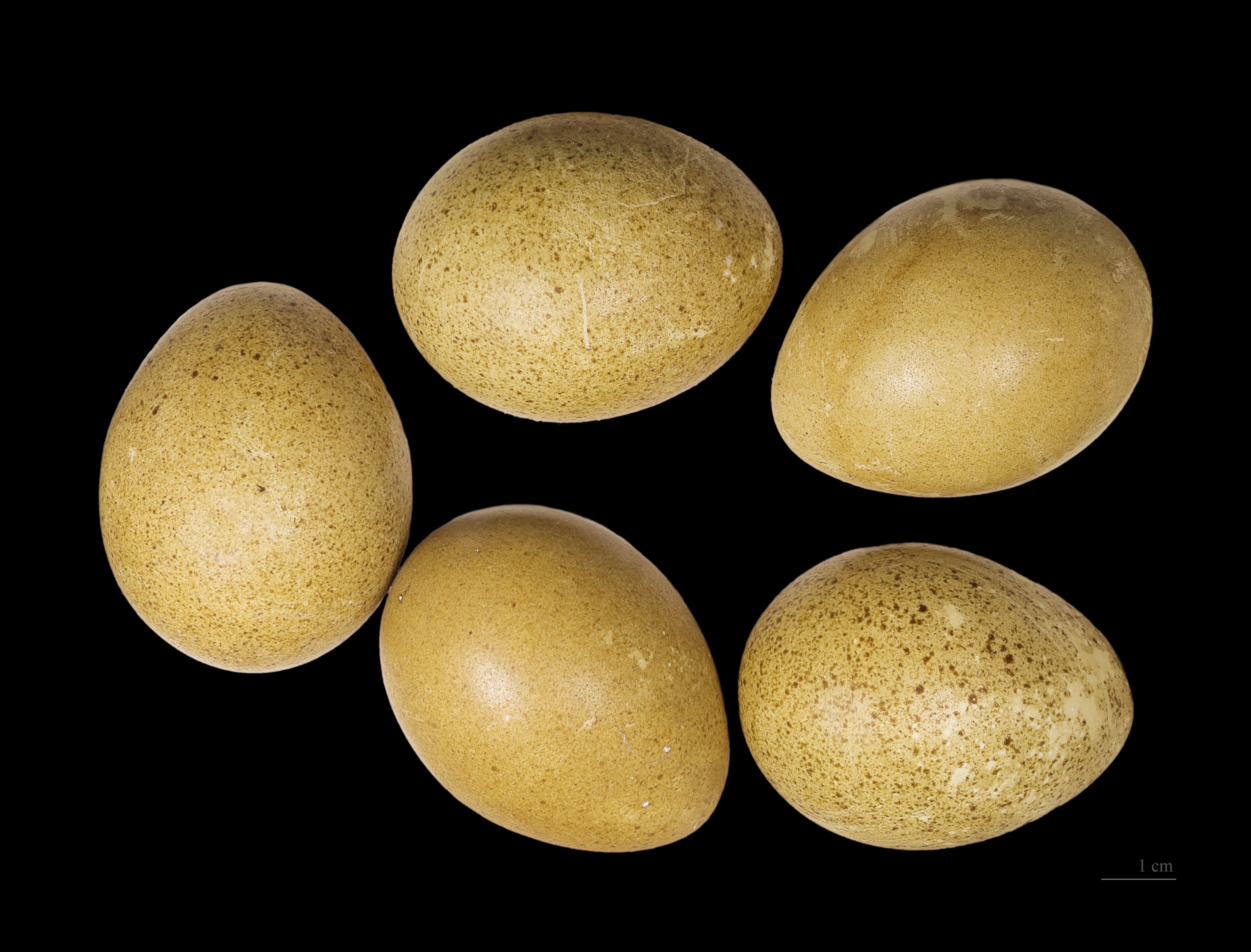
Œufs collectés par René de Naurois - Muséum de Toulouse.

Cette espèce polygame se retrouve chaque année au printemps sur des lieux-dits « places de chant ».
Les coqs paradent (queue déployée, ailes pendantes, cou et tête redressés, barbe hérissée, cou plus ou moins gonflé), chantent (séries de « te-lep » rapides, environ six ou sept secondes, accéléré à la fin, puis « pokfok » semblable à un bruit de bouchon et « djedzje », bruit semblable à un bruit de scie répété trois ou quatre fois). Les poules vagabondent ici et là sur les places de chant et chacune choisit le coq avec lequel elle s'accouplera (en général le coq dominant).
La femelle gratte une cuvette dans le sol, au pied d'un arbre, à l'abri d'un rocher ou sous une branche basse de conifère. La ponte a lieu de mai à juillet et comporte  six à neuf œufs, jaune clair taché de brun, couvés quatre semaines. Les petits sont nidifuges, ils sont capables de voler entre le 13e et 17e jour mais restent avec leur mère jusqu'à l'automne.

## Répartition et habitat

### Répartition

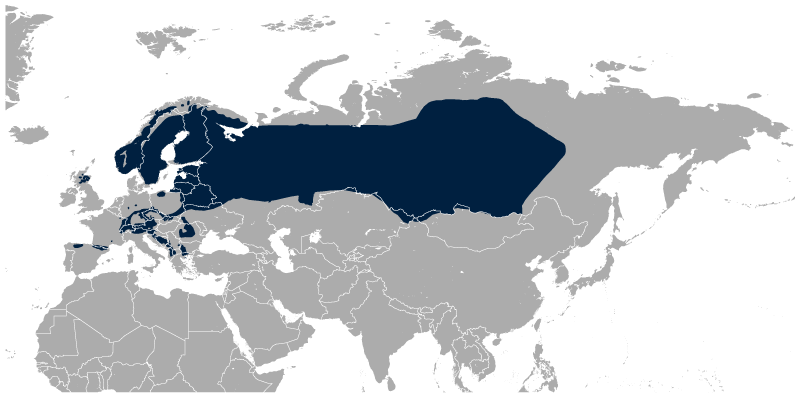
Aire de répartition du Grand tétras.

La plus grande partie de l'aire de distribution du Grand tétras est constituée par la forêt boréale et sub-boréale d'Europe du Nord et de l'Est et une grande partie de la Sibérie jusqu’au bassin du fleuve Ienisseï, y compris les régions entourant le lac Baïkal, en passant par la bordure nord du Kazakhstan et le nord-ouest de la Mongolie. Plus à l'est il cède la place à Tetrao urogalloides, espèce asiatique très apparentée. En Europe cette aire principale s'étend en plaine à partir du nord et de l'est de la Pologne et le nord de l'Ukraine et couvre la Biélorussie, les Pays baltes, les Pays scandinaves et une grande partie de la Russie d'Europe. En Europe moyenne et méridionale les populations sont localisées dans les forêts de montagne : Alpes (sauf en France où l'espèce a disparu), Jura, Vosges, Forêt-Noire, aire dispersée en Allemagne, moyennes montagnes d'Europe centrale et Carpates, diverses montagnes des Balkans, Pyrénées et Cordillère Cantabrique. Il a été introduit en Écosse à partir de 1837.

### Habitat
Le Grand Tétras habite les forêts de conifères (Abies alba, Picea abies, Pinus spp.), pouvant être parsemées de feuillus, avec un sous-bois riche en arbustes à baies et myrtilliers. Ce milieu se rencontre surtout en montagne en Europe moyenne mais se trouve aussi en plaine en Europe du Nord, de l'Est et en Sibérie (taïga). C'est une espèce dite boréo-montagnarde. En période de reproduction il a besoin de quelques ouvertures tranquilles au sein des forêts ou de forêts claires au moins partiellement ; les couverts forestiers totalement fermés et homogènes sur de trop grandes surfaces ne lui conviennent pas.

## Systématique
L'espèce Tetrao urogallus a été décrite par le naturaliste suédois Carl von Linné en 1758.

### Noms vernaculaires
- Grand Tétras
- Grand coq de bruyère

### Taxinomie
Il existe neuf sous-espèces, dont deux sont isolées :
- Tetrao urogallus cantabricus dans les monts Cantabriques ;
- Tetrao urogallus aquitanicus dans les Pyrénées ;
- Tetrao urogallus major en Europe centrale ;
- Tetrao urogallus rudolfi dans le Sud des Balkans ;
- Tetrao urogallus urogallus en Scandinavie et dans le Nord de la Russie ;
- Tetrao urogallus uralensis ;
- Tetrao urogallus volgensis dans la partie du Sud-Ouest de la Russie ;
- Tetrao urogallus taczanowskii;
- Tetrao urogallus kureikensis dans la partie la plus orientale de l’aire.

## Archéofaune
Selon Mourer-Chauvire (CNRS, 1993), au milieu du Pléistocène le Grand tétras était l'oiseau le plus caractéristique d'Europe centrale alors que la perdrix et le Grand corbeau dominaient en Europe de l'Ouest. Au début du Pléistocène, le Grand tétras a été détrôné en Europe de l'Est à cause du refroidissement climatique probablement par Lagopus lagopus, Lagopus mutus, Bubo scandiacus et Pyrrhocorax graculus. Ses ossements sont en France fréquemment trouvés dans les gisements archéo-paléontologiques, y compris dans les paléoenvironnements du dernier maximum glaciaire (−21 000 à −15 075 ans), durant la période glaciaire tardive (−15 075 à −11 490) et au début de l'Holocène (−11 490 à −2 835) par exemple dans les grottes karstiques de Vaucluse à des moments où les données palynologiques suggèrent un paysage très ouvert et un climat froid et plutôt sec (mais plus boisé durant la période dite de l'Allerød, ce qui a profité au tétras. Ses prédateurs étaient alors (outre l'homme, très modérément) le loup (Canis lupus), le lynx (Lynx lynx) et le chat sauvage (Felis silvestris) dont on retrouve les ossements aux mêmes endroits et époques.
Ses ossements sont parfois trouvés dans des tombes préhistoriques. Par exemple Oshibkina signalait en 1994 la découverte d'ossements de Grand tétras disposés (et excavés lors d'une fouille) autour et sous les os de la jambe d'un homme préhistorique adulte enterré à Peschanitsa (époque mésolithique),.

## Menaces et protection

### État des populations
En France, il a disparu des Alpes et il est encore présent dans quelques régions où il devient malgré tout assez rare (Cévennes, Vosges). Il se raréfie dans le Jura mais compte encore plus de 300 individus en 2020. Il se maintient dans les Pyrénées avec au moins 6 000 individus. En dépit de l'annulation par les tribunaux administratifs de chaque autorisation de chasse délivrée par les préfectures, la chasse du Grand Tétras continue. Par exemple dans les Hautes-Pyrénées en 2011-2012, comme en 2012-2013 , malgré l'interdiction faite par le tribunal administratif de Pau, la fédération des chasseurs, avec l'accord de la préfecture et le soutien du ministre de l'Écologie, du développement durable et de l'énergie a autorisé les chasseurs à chasser durant quatre semaines, les mercredi et dimanche, et à prélever un oiseau par chasseur et par saison de chasse, un nombre de coqs à prélever par unité naturelle étant proposé annuellement par la fédération et l'ONCFS au préfet, « en concertation avec les sociétés de chasse concernées » ; pour les contrôles et statistiques, dans ce département « tout prélèvement doit être signalé à la Fédération le lendemain de la capture, entre 8 h 30 et 12 h, délai de rigueur » et « Chaque oiseau prélevé doit obligatoirement être présenté à une personne mandatée par la fédération (...) dans les trois jours qui suivent la capture. ».
L'espèce est en régression en France, en particulier dans le Sud-Ouest, malgré les inquiétudes de certains auteurs exprimées dès le début du XXe siècle, et malgré les nombreuses études ayant porté sur l'espèce, sa prédation (ex : analyse de 129 cas de mortalité dans les Pyrénées), son comportement territorial, sa dynamique de population, ses besoins alimentaires,, ses besoins en termes de perchoir et « dortoirs », ses facteurs limitants ou de régression, des années 1980 à 2000, lesquelles ont montré l'importance de la disponibilité de ces bons habitats, du calme, de la pression de chasse ou de braconnage, des limitations aux déplacements d'individus en raison d'une trame verte et bleue dégradée (selon E Menoni, « les mouvements (émigration - immigration) entre forêts voisines sont très importants dans la dynamique des populations. ») et divers efforts locaux de protection de ses habitats (dans plusieurs parcs nationaux et régionaux notamment), un classement en espèce protégée ou non-chassable dans certaines régions, et un premier projet de plan de restauration dans les années 1990, ainsi qu'une  stratégie nationale d’action en faveur de cette espèce (6 mars 2012). 
Tout comme le lagopède alpin (-60 % en 12 ans dans le massif des Trois Seigneurs, et de -14 % en 5 ans dans le Vicdessos) il a beaucoup régressé dans les Pyrénées françaises (chute de 75 % des effectifs du Grand Tétras en 50 ans (de 1960 à 2010). Les causes de sa disparition ou régression étaient autrefois la chasse et la dégradation des forêts, elles seraient maintenant le braconnage, la régression ou dégradation de ses habitats (morcellement forestier, ouverture de nouvelles pistes forestière ou de ski ou raquettes, station de sports d'hiver, sylviculture trop « dynamique », etc.).

### Préservation
En juillet 2007, le Groupe Tétras France a demandé un statut d'espèce protégée pour le Grand Tétras dans les Pyrénées, statut qu’il a déjà obtenu dans les autres massifs montagneux français. Dans le Sud-Ouest, neuf années de suite, les tribunaux administratifs de Pau et Toulouse, suivis par la Cour d'appel de Bordeaux (14 février 2013) ont rejeté (avec un certain délai) les arrêtés préfectoraux permettant la chasse de cette espèce. La stratégie nationale comprend un « plan de gestion cynégétique », mais il est contesté par plusieurs ONG environnementales réunies dans le Groupe Tétras France car rédigé unilatéralement avec le monde de la chasse et non discuté au sein du « comité de suivi de la stratégie ». Le ministère s'est retourné vers le Conseil d'État qui a tranché le 28 décembre 2012, en rejetant le pourvoi de la ministre par manque de moyens sérieux. Enfin, dans les régions transfrontalières (dont certaines touchées par les retombées de Tchernobyl comme le montre une contamination croissante des sangliers dans les années 1990), des comptages et une gestion transfrontalière sont nécessaires.
En France, le ministère de l'Écologie et du Développement durable a lancé en 2009 une stratégie nationale de conservation du Grand Tétras.
C'est un groupement constitué de la Ligue pour la protection des oiseaux (LPO), de l’Office national des forêts (ONF), du Groupe Tétras France et du réseau des réserves naturelles de France qui a été responsable de la rédaction de ce plan de sauvegarde dans l'Hexagone, avec un groupe de travail constitué de l'ensemble des corps constitués utilisateurs des habitats du Grand tétras, d'experts de l'ONCFS et d'experts indépendants. Le document a été finalisé début 2012, et sa mise en œuvre a été confiée aux DREAL, qui s'appuiera sur l'ONCFS. [réf. souhaitée]
Le 1er juin 2022, sur requête de plusieurs associations dont France Nature Environnement et FNE Midi-Pyrénées, le Conseil d’État ordonne à la ministre de la Transition Écologique de prendre un moratoire de cinq ans sur la chasse du grand tétras. Il motive sa décision par le fait que « la chasse du grand tétras n’est pas compatible avec le maintien de l’espèce et qu’il est nécessaire de la suspendre sur l’ensemble du territoire métropolitain de la France pendant une durée suffisante pour permettre la reconstitution de l’espèce dans les différents sites de son aire de distribution ».

## Dans la culture
Les retrouvailles entre Maryline (Hélène Fillières) et Boris (Mathieu Amalric), les deux héros du film Un homme, un vrai (réalisé par Jean-Marie Larrieu et Arnaud Larrieu en 2003), se déroulent au cours d'une mémorable scène de parade nuptiale de coqs de bruyère, dans les Pyrénées.

Blason du village d'Aubure : D'argent à un coq de bruyère au naturel posé sur un mont de trois coupeaux de sinople'.

Un poème d'André Breton s'intitule Coqs de bruyère (publié en 1919 dans le recueil Mont de Piété).
Un grand tétras surnommé Lenzi a été choisi comme mascotte des épreuves de biathlon disputées à Lenzerheide (3e étape de la Coupe du monde de biathlon 2023-2024 et championnats du monde de biathlon en février 2025).